# Gonzague de Reynold
Gonzague de Reynold (ur. 15 lipca 1880 w Cressier, zm. 9 kwietnia 1970 we Fryburgu) – szwajcarski historyk. Studiował na Sorbonie. W 1910 został mianowany prywatnym wykładowcą na Uniwersytecie Genewskim i w latach 1915-1931 wykładał literaturę francuską jako profesor na Uniwersytecie w Bernie, a od 1932 wykładał historię cywilizacji na Uniwersytecie we Fryburgu. 

## Wybrane publikacje w języku
- Histoire littéraire de la Suisse au XVIIIe siècle, Volume I : Le Doyen Bridel, Bridel, Lausanne 1909, Volume II Bodmer et l'École suisse, Bridel, Lausanne 1912
- Contes et Légendes de la Suisse héroïque, Payot, Lausanne, 1913
- Cités et pays suisses, Payot, Lausanne, 3 volumes entre 1914 et 1920
- La Gloire qui chante, Poème dramatique, Spes, Lausanne, 1919
- Charles Baudelaire, Georg, Genève et Paris, Crès, 1920
- La Suisse une et diverse, Fragnière, Fribourg, 1923
- La démocratie et la Suisse : Essai d'une philosophie de notre histoire nationale, Les Éditions du Chandelier, Bienne, 1934
- L'Europe tragique, Spes, Paris, 1934
- Le Génie de Berne et l'Âme de Fribourg, Pavot, Lausanne, 1935
- Conscience de la Suisse, Baconnière, Neuchâtel, 1938
- Défense et Illustration de l'Esprit suisse, Baconnière, Neuchâtel 1939
- D'où vient l'Allemagne ? Plon, Paris, 1939
- Grandeur de la Suisse, Baconnière, Neuchâtel, 1940
- La Suisse de toujours et les Evénements d'aujourd'hui, Zurich, 1941
- La Formation de /'Europe:
  - I. Qu'est-ce que l'Europe ? LUF, Fribourg, 1944
  - II. Le Monde grec et sa Pensée, LUF, Fribourg, 1944
  - III. L'Hellénisme et le Génie européen, LUF, 1944
  - IV. L'Empire romain, LUF, Fribourg et Paris, 1945
  - V. Le Monde barbare: Les Celtes, LUF, Paris, 1949
  - VI. Le Monde barbare: Les Germains, Plon, Paris, 1953
  - VII. Le Monde russe, LUF-Plon, Paris, 1950
  - VIII. Le Toit chrétien, Plon, Paris, 1957
- Impressions d'Amérique, Marguerat, Lausanne, 1950
- Fribourg et le Monde, La Baconnière, Neuchâtel, 1957
- Mes mémoires, Éditions générales, Genève, 1960–1963
- Synthèse du xviie siècle, La France classique et l'Europe baroque, Éditions du Conquistador, Paris, 1962
- Gonzague de Reynold raconte la Suisse et son Histoire, Pavot, Lausanne, 1965
- Destin du Jura, Rencontre, Lausanne, 1967
- Expérience de la Suisse, éd. De Nuithonie, Fribourg, 1970

## Literatura
- Oskar Halecki, Gonzague de Reynold 1880-1970, "Teki Historyczne" (1969/1971), s. 351-355.